# فيلادلفيا دائما مشمسة (الموسم السادس)
الموسم السادس من المُسلسل الكوميدي الأمريكي فيلادلفيا دائماً مشمسة، بدأ عرضهُ في 16 سبتمبر، 2010، على قناة "FX". وتكون من 14 حلقة، إنتهى عرضهُ في 9 ديسمبر، 2010.

## الممثلين والشخصيات

### شخصيات رئيسية
- تشارلي داي بدور تشارلي كيلي (14 حلقة)
- غلين هاورتون بدور دينيس رينولدز (14 حلقة)
- روب ماكيلهيني بدور ماك (14 حلقة)
- كايتلين اولسون بدور دياندرا رينولدز (14 حلقة)
- داني ديفيتو بدور فرانك رينولدز (14 حلقة)

### شخصيات متكررة
- ماري إليزابيث إليس بدور النادلة (2 حلقتان)
- ديفيد هورنسبي بدور ماثيو «ريكيتي كريكت» مارا (2 حلقتان)
- آرتيميس بيبداني بدور آرتيميس (2 حلقتان)
- ساندي مارتن بدور السيدة. ماكدونالد (2 حلقتان)
- ليني ماري ستيوارت بدور بوني كيلي (2 حلقتان)
- بريتاني دانييل بدور كارمن (2 حلقتان)
- كاثرين ريتمان بدور مورين بونديروسا (2 حلقتان)
- ترافيس شولت بدور بين سميث (2 حلقتان)
- شيل غالاواي بدور بيلي (2 حلقتان)

### ضيوف الحلقات
- برايان أنغر بدور المحامي
- أندرو فريدمان بدور العم جاك كيلي
- جيمي سيمبسون بدور ليام ماكبويل
- ثيسي سيرفس بدور مارغريت ماكبويل
- نايت موني رايان ماكبويل

## الحلقات
| تسلسل إجمالي | تسلسل الموسم | عنوان الحلقة "بالإنجليزية"              | إخراج                  | كتابة                                            | تاريخ العرض    | رمز الإنتاج     | عدد المشاهدين بالمليون |
| ------------ | ------------ | --------------------------------------- | ---------------------- | ------------------------------------------------ | -------------- | --------------- | ---------------------- |
| 58           | 1            | "Mac Fights Gay Marriage"               | راندال اينهورن         | بيكي مان واودرا سيلاف                            | 16 سبتمبر 2010 | XIP06005        | 2.21                   |
| 59           | 2            | "Dennis Gets Divorced"                  | راندال اينهورن         | ديف وجون تشيرنين                                 | 23 سبتمبر 2010 | XIP06006        | 1.68                   |
| 60           | 3            | "The Gang Buys a Boat"                  | راندال اينهورن         | تشارلي داي وروب ماكيلهيني                        | 30 سبتمبر 2010 | XIP06001        | 1.46                   |
| 61           | 4            | "Mac's Big Break"                       | راندال اينهورن         | روب روزيل                                        | 7 أكتوبر 2010  | XIP06002        | 1.23                   |
| 62           | 5            | "Mac and Charlie: White Trash"          | راندال اينهورن         | لوف راكي                                         | 14 أكتوبر 2010 | XIP06003        | 1.48                   |
| 63           | 6            | "Mac's Mom Burns Her House Down"        | مات شاكمان             | سكون ماردر وروب روزيل                            | 21 أكتوبر 2010 | XIP06008        | 1.07                   |
| 64           | 7            | "Who Got Dee Pregnant?"                 | راندال اينهورن         | تشارلي داي وروب ماكيلهيني                        | 28 أكتوبر 2010 | XIP06007        | 1.19                   |
| 65           | 8            | "The Gang Gets a New Member"            | مات شاكمان             | ديفيد هورنسبي                                    | 4 نوفمبر 2010  | XIP06009        | 1.67                   |
| 66           | 9            | "Dee Reynolds: Shaping America's Youth" | مات شاكمان             | ديفيد هورنسبي                                    | 11 نوفمبر 2010 | XIP06010        | 1.44                   |
| 67           | 10           | "Charlie Kelly: King of the Rats"       | مات شاكمان             | سكوت ماردر وروب روزيل                            | 18 نوفمبر 2010 | XIP06011        | 1.69                   |
| 68           | 11           | "The Gang Gets Stranded in the Woods"   | مات شاكمان             | سكوت ماردر وروب روزيل                            | 2 ديسمبر 2010  | XIP06012        | 1.65                   |
| 69           | 12           | "Dee Gives Birth"                       | مات شاكمان             | ديفيد هورنسبي، بيكي مان واودرا سيلاف             | 9 ديسمبر 2010  | XIP06013        | 1.46                   |
| 70/71        | 13/14        | "A Very Sunny Christmas"                | فريد سافيج ومات شاكمان | تشارلي داي، ديفيد هورنسبي، بيكي مان واودرا سيلاف | 16 ديسمبر 2010 | IP05001/IP05002 | 1.16                   |

## وصلات خارجية
- قائمة حلقات فيلادلفيا دائما مشمسة  على قاعدة بيانات الأفلام على الإنترنت